# O.C. (rapper)
Omar Credle, meglio noto come O.C. (Brooklyn, 13 maggio 1971), è un rapper statunitense, nativo di Brooklyn, New York.

## Biografia
Nativo di Brooklyn, a 11 anni si trasferisce nel Queens, andando ad abitare in una casa di fronte a Pharoahe Monch. Monch forma gli Organized Konfusion assieme a Prince Poetry, O.C. rimane in contatto con il gruppo e nel 1991 diviene l'unico ospite degli Organized Konfusion nel loro album d'esordio omonimo, nella traccia Fudge Pudge: il suo rap fluido e intelligente gli permette di ottenere un contratto discografico.
Noto come O.C., il rapper è stato membro del gruppo underground Diggin' in the Crates Crew prima d'intraprendere una carriera decennale come artista solista, collaborando anche con Crooklyn Dodgers '95, Luv NY e Perestroika. Nel 1994 è sotto contratto con la Wild Pitch Records, tuttavia l'etichetta aveva pochi soldi per promuovere il suo album d'esordio, Word...Life. In seguito alla pubblicazione del disco, lascia l'etichetta. Partecipa anche al secondo album degli Organized Konfusion, Stress: The Extinction Agenda e alla colonna sonora del film di Spike Lee Crooklyn (1994). Due anni più tardi, firma con la Payday Records (filiale della EMI/PolyGram), pubblicando il suo secondo album, Jewelz, nel 1997.
Il secondo sforzo di O.C. vede la collaborazione di DJ Premier, Freddie Foxxx, Da Beatminerz, Showbiz e Big L. Quattro anni più tardi, segue Bon Appetit, ignorato da pubblico e critica. Starchild (2005) riguadagna il consenso da parte degli addetti ai lavori e lo porta a firmare con la Hieroglyphics.

## Discografia
Album da solista
- 1994 - Word...Life
- 1997 - Jewelz
- 2001 - Bon Appetit
- 2005 - Starchild
- 2005 - Smoke and Mirrors
- 2009 - Oasis (con A.G.)
- 2012 - Trophies (con Apollo Brown)
- 2017 - Same Moon Same Sun: Phase 1
- 2017 - Perestroika (con Apathy)
- 2018 - A New Dawn

EP
- 2010 - O-Zone Originals EP
- 2011 - O-Zone Originals Pt 2 EP
- 2011 - O-Zone Extras EP
- 2014 - Ray's Café (con Ray West)
- 2014 - Ray's Café - The Afterhours EP (con Ray West)
- 2016 - Dive In (con Debonair P)

Raccolte
- 2006 - The Underground King
- 2006 - Hidden Gems
- 2008 - Word...Life/Jewelz
- 2008 - In Guud Taste
- 2009 - Grindin Vol 2 (con DJ J Period)
- 2011 - O-Zone Originals